# Vila misterijev, Pompeji
Vila misterijev (italijansko Villa dei Misteri) je rimska vila, ki stoji v severnem delu Pompejev, zunaj mestnega obzidja, ob Cesti grobnic (italijansko Via del sepolcro). Zgrajena je bila na neravnem terenu in imela dober razgled na Neapeljski zaliv.
Leta 1909 so jo odkrili Itemi, švicarska trgovska družina, ki je financirala prva izkopavanja (1909 – 1910) in dala vili ime Vila Item. Do leta 1930 izkopljejo, z izjemo nekaj prostorov, skoraj celoten kompleks. Z odkritjem Dionizovih fresk dobi vila ime, ki ga nosi še danes, Vila misterijev.
Najdba prstana z imenom Lucija Istacidija Zosima, navaja na lastništvo. Drugi menijo, da je Zosim kot osvobojenec družine Istacidijev le nadzoroval obnovo vile po potresu leta 62 n. št. Tretja razlaga pravi, da je bila lastnica hiše Livija, Avgustova žena. Dokaz bi naj bila najdba njenega kipa znotraj vile. 

## Zgodovina
Zgrajena je bila na začetku 2. stoletja pr. n. št. kot aristokratska rezidenca, villa suburbana. Prvič so jo preuredili med letoma 70 - 60 pr. n. št, drugič pa po potresu leta 62 n. št. Kompleksu so dodali pars rustica – gospodarski del, s stiskalnico grozdja in oliv. Dela v prostorih za služinčad je prekinil izbruh Vezuva leta 79.
Dobra stran dogodka je, da so metrski sloji pepela obvarovali vilo pred zobom časa. Zelo dobro so se ohranile freske v atriju, tabliniju, eksedri, nastale v obnovi leta 60 pr. n. št.
Freske v vili pripadajo drugemu in tretjemu slogu pompejanskega slikarstva. Iz drugega sloga so freske, poslikane z iluzionističnimi prizori stavb, naslikanih v živih barvah. Iz tretjega sloga so freske, ki prikazujejo tipične dionizijske motive in motive iz Nila. Velik del fresk torej prikazuje boga Dioniza, zaščitnika vinske trte – na njenih plodovih je namreč zraslo družinsko bogastvo. 

## Umetnost
Soba s freskami je v jugozahodnem delu vile, z vhodom na severni strani, iz spalnice. Soba ima eno okno, ki gleda na stebrišče. Freska je nastala okoli 60 pr. n. št., po aleksandrijskem modelu in spada v drugi slog.
Friz teče po sredini zidu, 29 oseb na njem pa je v skoraj naravni velikosti. Freske se začnejo z upodobitvami mladega boga pri izobraževanju, ki se naslanja na mater Semelo, medtem ko mu mlada noseča ženska (morda personifikacija Poletja) nosi pecivo, posvečeno boginji Cereri.
Sledi prizor pastirske idile z mladim satirom, ki igra na trstno piščal in gleda prijatelja, ki hrani kozo. Na desni strani stoji prestrašena ženska, nimfa vetra Aura, ki je imela z Dionizom otroka. 
Freske na nasprotni steni prikazujejo Silena, ki poji satire, ter pijanega Dioniza, ki leži v naročju žene Ariadne in razkriva velik falus – simbol, ki ščiti smrtnike pred Nemezis, boginjo maščevanja. 
Sledijo freske s skupinami žensk, kjer je v podobi klečeče ženske, ki ima popadke, prikazano rojstvo boga. Poleg gola plesalka z divjim plesom slavi zmagoslavni dogodek. Na naslednjem prizoru vidimo Afrodito, boginjo ljubezni, ki se češe pred ogledalom, ki ga drži Eros. 
Zadnja freska prikazuje boginjo Hero, ki jo razjeda ljubosumje, saj je njen mož Zevs posvojil Dioniza, sina, ki je bil posledica romance s Semelo. 
Sama interpretacija fresk še danes povzroča burne razprave. Vsem je skupna misel, da freske prikazujejo verske obrede. Vprašanje je kakšne. Morda gre za:
- iniciacijo v dionizične skrivnosti,
- orfejske rituale, orfejsko – dionizijski kult,
- poroka Dioniza z Ariadno,
- predelavo originala Dionizovega svetišča v Pergamonu.

Druga posebnost triklinija je redek primer tal, tlakovanih v marmorju. Ob steni so ploščice (tesserae) iz belega in barvnega (črnega) marmorja razporejene v poševnih linijah, drugod pa so beli kvadrati razvrščeni v vodoravnih vrstah. Vmesni prostor zapolnjujejo drobni kosi barvnega marmorja.
Talni okras, ki je spremljal freske poslikane v drugem slogu, je bil po navadi preprost kot dvobarvna geometrična shema. Namen je bil zmanjšati večbarvni učinek stenske poslikave.

## Arhitektura
Vila se razprostira na 1820 m² površine. Ima dvodelno zasnovo tipične pompejanske hiše; zahodni - rezidenčni (ob cesti, gleda na morje) in vzhodni - gospodarski del (obrnjen k pobočjem, vinogradom). V centralni osi (vzhod-zahod) ležijo napomembnejši prostori: peristil, tablinij, atrij.
Na začetku 2 stoletja pr. n. št. je bila pompejanska atrijska hiša obrnjena navznoter, obdana z zidom in osvetljena skoraj izključno od znotraj. Prostori so bili razporejeni okoli osrednjega dvorišča (atrija) z odprtino v strehi (cumpluvium) in bazenčkom (impluvium') za deževnico spodaj. Za atrijem je bila pisarna (tablinium), odprta ali zagrnjena z zaveso, levo in desno sta dve krili (ala). Med kriloma in vhodom so bile spalnice (cubiculum), jedilnica (triclinium), dnevne sobe (oecus). 
V zgodnjem imperialnem obdobju so vilo prvič predelali.
Novosti v arhitekturi so bile neposreden rezultat odprtosti kampanje za helenistične vplive. Vila je bila predelana predvsem v smislu, da se je odprla v naravo (s peristilom, stebrišči, teraso, okni) in združila rezidenčni in gospodarski del.
Atrij izgubi svoj pomen, zamenja ga peristil (vzhodni del hiše). Gre za vrt, na vseh straneh obdan s stebri (tipičen element grške arhitekture). Novi prostori - oecus, eksedra- veranda, triklinij - jedilnica - posnemajo helenistične vzore in imajo več oken. V tej fazi razvoja, se okoli atrija razvijejo gosposki, prestižni prostori, okoli peristila pa prostori namenjeni služinčadi, kuhinja, klet, shramba, kopalnica - zasebne terme.
V potresu leta 62 n. št. je bil kompleks močno poškodovan. Številni bivalni prostori so dobili utilitarno funkcijo, celotna vila pa se je preusmerila v poljedelstvo. 

## Ostanki
Danes lahko obiskovalci vidijo precej dobro ohranjeno vilo. Dionizične freske (17 m dolge, 3 m visoke) so še vedno v trikliniju, stiskalnica grozdja pa je v vinski kleti (torcularium).
Nacionalni arheološki muzej v Neaplju (Museo Archeologico Nacionale) hrani mavčne odlitke trupel, najdenih v vili.